# Hyla meridionalis
La raganella mediterranea (Hyla meridionalis Boettger, 1874) è un anfibio anuro appartenente alla famiglia degli Ilidi.

## Descrizione
La raganella mediterranea è un Ilide solitamente color verde erba uniforme, con testa relativamente breve e rotonda, pelle liscia e lucida e zampe lunghe. In rari casi le parti superiori possono anche apparire maculate o di colore biancastro, grigio o azzurro. Le punte delle dita anteriori e posteriori sono dilatate a disco, inoltre le zampe posteriori sono palmate. I timpani sono chiaramente distinguibili e le pupille di forma ovale orizzontale. La banda laterale scura è molto più breve che nella raganella comune: parte dalla narice e, passando attraverso il timpano, arriva al massimo fino all'inserzione della zampa anteriore; non è quindi presente neanche un'ansa dorsale. Il ventre è granulato, bianco o grigio chiaro, con i lati interni dei femori di colore giallognolo. La gola del maschio della raganella mediterranea è bruno-giallastra, e quando gracida mette in evidenza una grande sacca vocale golare, spesso con bordi verdastri. La gola della femmina è invece verde-biancastra. La lunghezza è di 4-5 cm nei maschi e di 4-6,5 cm nelle femmine.

## Biologia
La raganella mediterranea è una specie attiva per tutto l'anno, in particolare di notte e all'alba, ma sporadicamente anche durante il giorno. La stagione riproduttiva va da dicembre a maggio, con la femmina che attacca complessivamente circa 1000 uova alla porzione subacquea di piante acquatiche sotto forma di numerosi piccoli ammassi di 10-30 uova. Le larve sgusciano dopo pochi giorni e si spostano sulla terraferma tra aprile e luglio. Come le larve di altre raganelle sono contraddistinte da una membrana caudale alta e da un ventre color oro. L'alimentazione della raganella mediterranea è costituita da piccoli insetti e da ragni.

## Distribuzione e habitat
La raganella mediterranea popola parti della penisola iberica (in particolare sud-ovest e nord-est), Francia occidentale e meridionale, Italia nord-occidentale, Africa nord-occidentale e (qui introdotta) Minorca e le Isole Canarie. Predilige la pianura, occupando principalmente altitudini non superiori ai 650 m e comparendo raramente fino a 1200 m (ma in Africa anche fin oltre 2600 m). Nei periodi di deposizione delle uova si può trovare in piccoli specchi d'acqua, solitamente ricchi di vegetazione e soleggiati, come stagni, laghi, fossi o pozzi. Nel resto dell'anno vive in habitat aperti, su prati e in giardini. Durante il giorno si posa su cespugli o alberi e spesso si può vedere esposta al sole su foglie di rovo o tra le canne. È generalmente attiva per tutto l'anno, senza periodi di letargo.